# Tipo de interés nominal
El tipo de interés nominal (o, por sus siglas, TIN), conocido también como interés nominal, es el porcentaje que se agregará al capital cedido como remuneración durante un periodo determinado (no necesariamente un año).  El TIN no tiene en cuenta otros gastos de la operación como pueden ser las comisiones o las vinculaciones que conlleva el producto. 
El interés dado un TIN de {\displaystyle r_{i}} y un capital {\displaystyle C} se calcula:

{\displaystyle i=C\times r_{i}}

## Ejemplo
Por ejemplo, si se quiere contratar un depósito a 3 años con un TIN al 15% a un valor de 1000 € a los 3 años se obtendrían 150 €.
Esto podría hacer pensar que se obtiene un 5% anual (15%/3 años). Sin embargo, esto sólo es una aproximación porque, con un interés del 5% anual, al finalizar el primer año tendríamos 1050,00 € {\displaystyle \scriptstyle (1000\times 1,05)}, por tanto, al final del segundo año tendríamos 1102,50 € {\displaystyle \scriptstyle (1000\times 1,05^{2})} y al final del tercero 1157,63 € {\displaystyle \scriptstyle (1000\times 1,05^{3})}.

## Relación con el interés anual
A partir de una TIN puede calcularse el interés anual ({\displaystyle r_{a}}):

{\displaystyle r_{a}=(1+r_{i})^{1/n}-1={\sqrt[{n}]{(1+r_{i})}}-1}

siendo n el número de años o una fracción si el periodo es menor.
Por tanto, en el ejemplo anterior, el interés anual es: {\displaystyle \scriptstyle 1,15^{(1/3,0)}-1} = 0,0477 = 4,77%. Esto es lo que habitualmente se denomina tasa anual equivalente (TAE), aunque este concepto es legal y, a veces, incluye también otros costes de la inversión o préstamo.